# Lumachella
La lumachella è il nome merceologico di una roccia sedimentaria organogena caratterizzata da una abbondante e ben visibile presenza di conchiglie fossili che conferisce pregio alla pietra; lo stesso termine viene usato anche in campo geologico descrittivo per indicare una roccia composta quasi esclusivamente da gusci di conchiglie fossili, anche se inadatta ad essere utilizzata a scopi ornamentali.

## Storia
Nella Roma imperiale, insieme ad altre rocce ornamentali, la lumachella veniva gradita come oggetto di lusso e raffinatezza. Il nome della pietra risale al Rinascimento quando gli scalpellini romani affibbiarono questo nome ad un tipo di calcare composto da gusci di molluschi tra cui lumache (più correttamente chiocciole), per l'appunto.
Questa nomenclatura ha avuto successo nel XVIII e nel XIX secolo tanto da essere utilizzato per un certo periodo di tempo anche nella letteratura geologica, assieme al termine coquina, di identico significato, per designare quelle rocce sedimentarie ricche di fossili prima detti calcari conchigliari o calcari conchigliferi.

## Caratteristiche chimico-fisiche
Alla luce ultravioletta alcuni frammenti dei gusci degli organismi conservatisi nella roccia, se contenenti qualche frazione dell'originaria aragonite di cui erano composti, possono emettere una fosforescenza giallastra, arancione o rosa.

## Origine e giacitura
Le lumachelle sono originate da sedimentazioni bioclastiche che si formano tramite accumulazione di resti organici di animali caratterizzati dalla presenza di una conchiglia o di una struttura scheletrica rigida mineralizzata del tipo: lamellibranchi, gasteropodi, brachiopodi, ammoniti, echinidi e nummuliti, ma anche di coralli e di organismi vegetali come alcune alghe calcaree. In seguito avviene la diagenesi, un processo di trasformazione che indurisce i sedimenti originari, che spesso comprende, in queste litologie una abbondante deposizione di cemento calcitico cristallino, detto sparite, nelle porosità originarie della sedimento e le cavità interne dei resti organici non riempiti dai sedimenti durante la deposizione e seppellimento.
Normalmente l'ambiente di formazione si trova in fondali marini di modesta profondità, entro la zona fotica dove si possono trovare delle notevoli colonie di molluschi.
Dei frequenti accumuli di molluschi in Europa si sono verificate nel Mesozoico inferiore e nel Cenozoico.

## Gli utilizzi
Nell'antica Roma si utilizzava la lumachella d'Egitto. Attualmente si utilizza la lumachella per rivestimenti, pavimenti e/o colonne e per oggetti ornamentali, tra le quali sculture, coppe e scatole.
Merceologicamente, per utilizzi architettonici questa pietra spesso viene indicata come marmo.

## Luoghi di ritrovamento

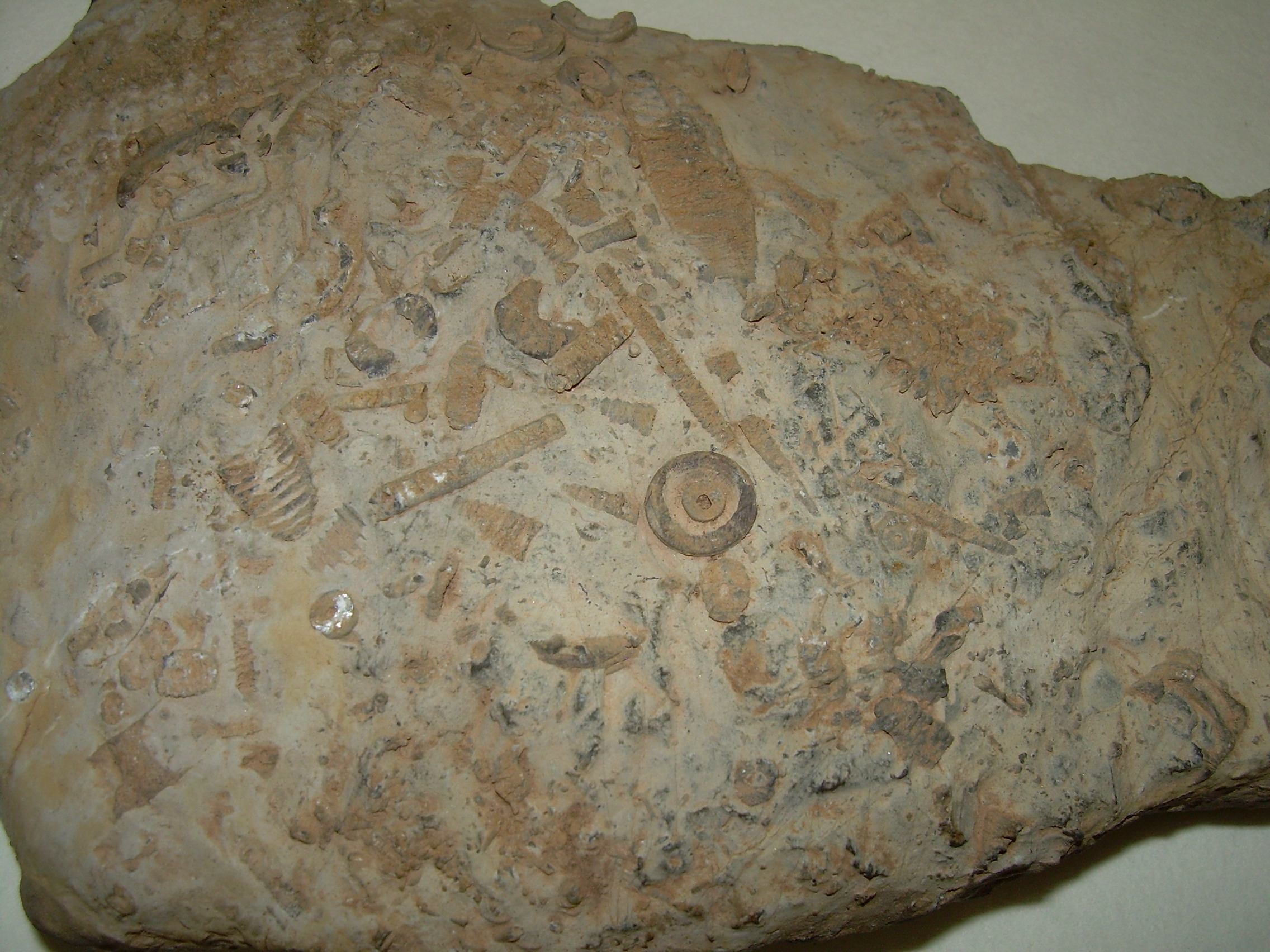
Lumachella di articoli di crinoidi, superficie naturale con i fossili evidenziati dall'erosione naturale selettiva

- In Europa: in Carinzia (Austria); presso Tortosa (Spagna);[1]
  - In Italia: a Branzi in Val Brembana (provincia di Bergamo);[1] a Cefalù (provincia di Palermo) la "rocca" ne è costituita.
- Resto del mondo: in Tunisia venne trovata la lumachella d'Egitto ed a Agra in India venne trovata la lumachella d'Astracane.[1]